# Йоанна Йоделка
Йоанна Йоделка (пол. Joanna Jodełka; нар. 2 жовтня 1973, Седльце, Польща) — польська письменниця детективного жанру та фантастики.

## Біографія
Після закінчення факультету історії мистецтв Університету Адама Міцкевича в Познані залишилася на роботі в цьому місті. Була менеджеркою та керівницею магазину, готелю, ресторану та косметичного салону, рекламницею одного з Познаньських універмагів.
Здобула літературний гранд Міністерства культури та національної спадщини Польщі, а також стипендію Державного Інституту кіномистецтва для здійснення проекту зі створення сценарію фільму про Ю. Пілсудського.

## Творчість
Як письменниця дебютувала у 2009 році, опублікувавши кримінальний роман «Поліхром* Злочин з багатьма кольорами» (World Book, 2009), за який отримала премію Grand Caliber (2010). У 2011 році було опубліковано її другий детективний роман — «Брязкальце» про проблему дітовбивства новонароджених. 2012 року вийшов третій кримінальний роман — «Галька», героїнею якого була сліпа 12-річна дівчинка. 2014 року видано фантастичний роман «Арс Драгонія», 2015 року — «Криміналістка» — перший роман із серії з головною героїнею письменницею Джоанною. У 2016 році видано роман «Божевільна» — друга книга циклу з письменницею Джоанною.
Авторка оповідань, що увійшли в антології «Rewers» (2016), «Trupów hurtowo trzech» (2017), а також путівника палацами, костелами та цікавими місцями Великої Польщі — «Na ratunek aniołom diabłom świętym i gr0esznikom» (2017).
Крім того, пише вірші та пісні.